# Фуентес-де-Аньйо
Фуентес-де-Аньйо (ісп. Fuentes de Año) — муніципалітет в Іспанії, у складі автономної спільноти Кастилія-і-Леон, у провінції Авіла. Населення — 153 особи (2010).
Муніципалітет розташований на відстані близько 120 км на північний захід від Мадрида, 43 км на північ від Авіли.

## Демографія
Динаміка населення (INE ):